# Henri Quittard
Henri Quittard, né le 13 mai 1864 à Clermont-Ferrand et mort le 21 juillet 1919 à Paris, est un compositeur, musicologue et critique musical français.

## Biographie
Musicien, compositeur, musicologue et critique musical, il était à la fois le cousin d'Emmanuel Chabrier (Quittard étant le petit-fils de la tante Zélie chère à Chabrier) et de Roger Désormière qu'il chaperonna quand, à 15 ans, le futur chef d'orchestre quitta Vichy pour rentrer au Conservatoire à Paris (la grand-mère maternelle de Désormière était une Quittard).
Il obtint son bac, au début des années 1880, à Clermont-Ferrand où il entreprit des études de lettres à la Faculté, décrochant une licence. À l'instigation de Chabrier, il monta à Paris, où il vécut en donnant des leçons et en tentant de devenir compositeur, suivant des cours auprès de César Franck. Il étudia aussi aux Langues orientales (alors  École des langues orientales vivantes) où il croisa  Louis Laloy.
Le 21 mai 1891 voit la création de la seule pièce de théâtre de Paul Verlaine, Les Uns et les Autres, en un acte et en vers, au Théâtre des Variétés, jouée par la troupe du Théâtre d'Art. La musique est d'Henri Quittard, tout comme celle de Chérubin de Charles Morice, au même programme. Cette soirée « symboliste » devait être au bénéfice de Verlaine et de Paul Gauguin. Cette musique de scène aura l'honneur du concert à la Société nationale de musique le 8 février 1893. Et accompagnera la reprise de la pièce, par la troupe de l'Odéon, à l'occasion des festivités pour l'inauguration de la statue de Verlaine au Jardin du Luxembourg, le 28 mai 1912.
La seconde expérience théâtrale de Quittard se déroule un ans après, toujours avec le Théâtre-d'Art. Le 29 mars 1892, générale, et le 30, on donne au Théâtre-d'Application 3 pièces dont les Noces de Sathan, pièce ésotérique de Jules Bois, partie musicale de Henri Quittard (Debussy, pressenti, s'était désisté tardivement).
Dernière musique pour le théâtre de Quittard, en 1895, voilà Le Prince naïf des frères des Gachons. Cette pièce, ou plutôt ce « lumino-conte », de Jacques des Gachons, musique de scène de Henri Quittard, avec des décors de l'imagier André des Gachons, est jouée au Théâtre minuscule, 31, rue Bonaparte, dans le Hall du journal La Plume. 
Professeur de musique, on le trouve professeur de chant au lycée Carnot à la rentrée 1904.
Musicographe (on ne disait pas alors musicologue), son 1er article est une nécrologie dans Le Monde illustré du 1er juillet 1899 consacrée au chanteur Henri Sellier puis il donne des critiques dans une autre revue, La Vogue. 
Henri Quittard va s'occuper de la partie musicale à partir du tome 24, soit de 1899 à 1902, pour La grande encyclopédie : inventaire raisonné des sciences, des lettres et des arts (31 volumes, 1886-1902) par Henri Lamirault, éditeur, Ferdinand-Camille Dreyfus et Marcellin Berthelot.
Toujours en 1899, il rejoint l'équipe de la Schola Cantorum à la Tribune de St Gervais, 3 ans après sa création.  Il va notamment y publier sa grande étude sur Henry Du Mont et donner 4 courts articles aux Tablettes de la Schola.
De 1902 à 1910, il collabore aussi avec la Revue musicale devenue la Revue de la Société internationale de musique en 1908. En 1908/9, il donne des études au Mercure musical (puis Le Mercure musical-la Revue de la Société internationale de musique enfin le Bulletin français de la SIM) de Louis Laloy.
De 1904 à 1908, il est publié dans les Sammelbände der Internationale Musikgesellschaft et la Zeitschrift der Internationales Musikgesellschaft, les 2 revues allemandes de la Société internationale de musique.
Diffusée à partir de novembre 1901 jusqu'à la fin 1905 en feuilleton dans la Revue musicale, sa monographie consacrée à Henry du Mont est éditée en 1906 par le Mercure de France (Henri Quittard. Un musicien en France au XVIIe siècle Henry Du Mont 1610-1684, étude historique et critique. Avec une préface de Jules Combarieu). En 1910, elle lui vaut le prix Bordin de l'Académie française.
En 1907, il rentre au Matin qu'il quitte en 1909 pour le Figaro, où il restera jusqu'à sa mort. Il y assurera non seulement la chronique musicale mais parfois la chronique judiciaire, le secrétariat de rédaction ou l'actualité militaire pendant la guerre. Il sera aussi témoin de l'assassinat du directeur du journal, Gaston Calmette, par Henriette Caillaux.
Parallèlement, à la suite de la mort de Charles Malherbe, il devient archiviste de la bibliothèque de l'Opéra en janvier 1912.
En 1917, des musicologues rassemblés autour de Lionel de La Laurencie décident de reprendre les activités de l'ancienne Section française de la Société internationale de Musique  pour créer la Société française de musicologie, dont Quittard devient secrétaire adjoint.  Mais surtout, comme il l'avait fait pour sa biographie de Du Mont, il va commencer à publier dans la revue de la société, le Bulletin de la Société française de musicologie, ses Notes sur Guillaume de Machaut et son œuvre. La maladie et sa mort en juillet 1919 l'empêcheront de terminer ces travaux.
Il est inhumé au cimetière de Saint-Ouen.
Il avait participé à un grand projet lancé en 1913 par Albert Lavignac : l'Encyclopédie de la musique et dictionnaire du conservatoire. La guerre, la mort de Lavignac en 1916, la reprise du projet par La Laurencie… les retards s'accumulèrent pour un début de publication en 1922. Mais il faudra attendre 1931, soit 12 ans après sa mort, le long article de Quittard sur la musique française, « Musique instrumentale jusqu'à Lully (Moyen Âge Renaissance XVIIe siècle) »…